# Pristimantis silverstonei
Pristimantis silverstonei es una especie de anfibio anuro de la familia Craugastoridae.

## Distribución
Esta especie es endémica de la vertiente occidental de la Cordillera Occidental en Colombia. Habita en los departamentos de Chocó y Valle del Cauca entre los 1700 y los 2250 m sobre el nivel del mar.

## Etimología
Esta especie lleva el nombre en honor a Philip Arthur Silverstone-Sopkin.

## Publicación original
- Lynch & Ruíz-Carranza, 1996 : New sister-species of Eleutherodactylus from the Cordillera Occidental of southwestern Colombia (Amphibia: Salientia: Leptodactylidae). Revista de la Academia Colombiana de Ciencias Exactas Físicas y Naturales, vol. 20, n.º 77, p. 347-363.[6]